# 约瑟夫·哈斯曼
约瑟夫·哈斯曼（德語：Josef Hassmann，1910年5月21日—1969年9月1日），奥地利前男子足球运动员，场上位置是前锋。他曾代表奥地利国家队参加1934年国际足联世界杯，结果队伍获得第四名。